# رطبان مخضوضر
رطبان مخضوضر (الاسم العلمي: Hygrocybe virescens) هو نوع من الفطريات يتبع جنس الرطبان من الفصيلة الهدبانية.